# クレウス岬

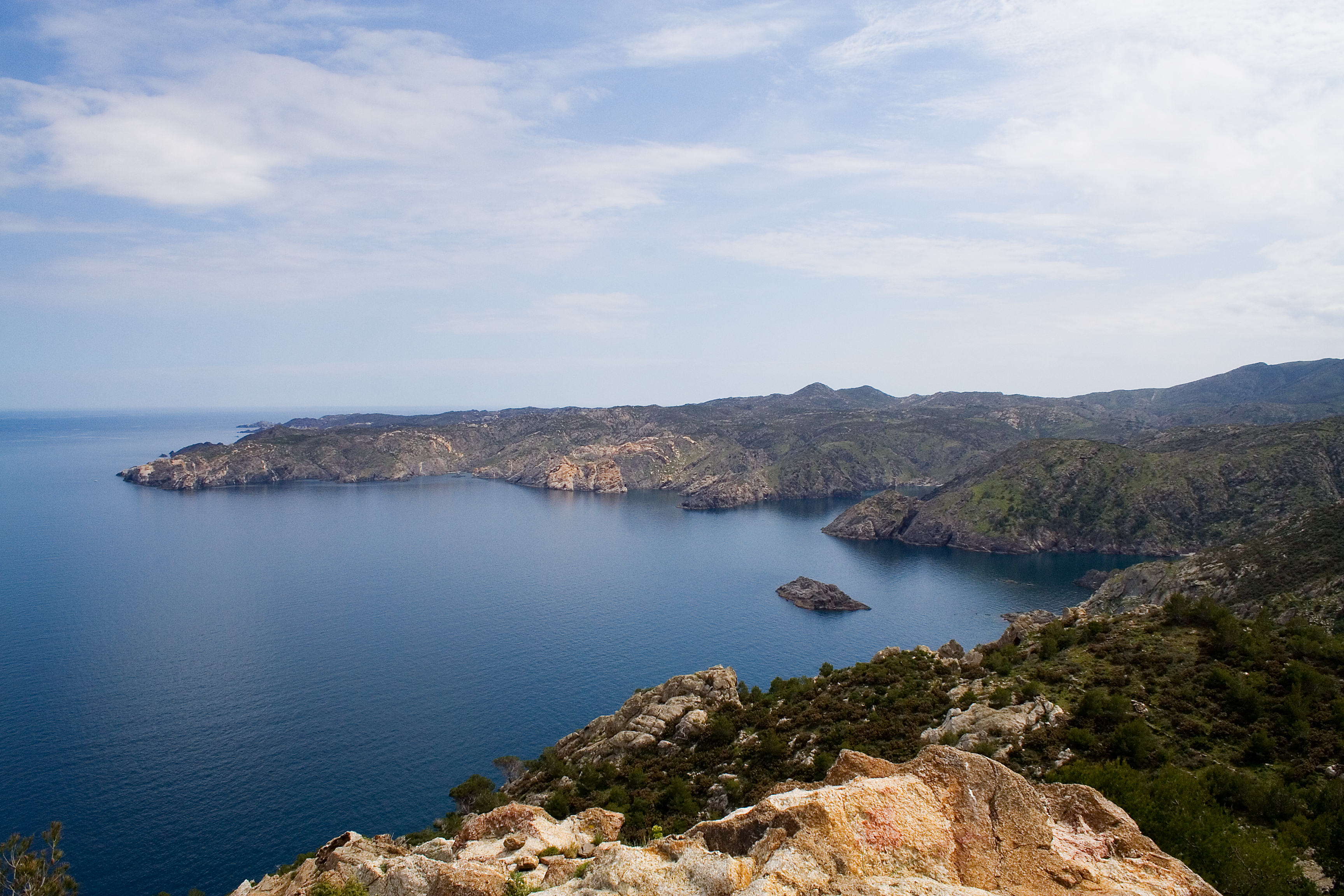
クレウス岬と入江

クレウス岬（カタルーニャ語: Cap de Creus、カタルーニャ語発音: [ˈkab də ˈkɾɛws]）は、スペイン・カタルーニャ州ジローナ県にある岬。東経3度19分19秒に位置し、スペイン本土では最東端地点である。

## 説明
スペイン＝フランスの国境から約25キロメートル南にある。自治体としてはカタルーニャ州ジローナ県ジロニーナス郡カダケスに位置する。近隣の都市としてはアルト・アンプルダー郡のフィゲラスがある。スペイン政府によってクレウス岬自然公園に指定されている。
ピレネー山脈の最東端部にあたるクレウス岬半島は190km2の面積を持つ。青い水をたたえる地中海とは異なり、半島の内陸部は強い風が吹き、岩がちで樹木がほとんどない乾燥地帯である。芸術家のサルバドール・ダリは1931年の『記憶の固執』（『柔らかい時計』）でクレウス岬半島を描いた。漁村のアル・ポルト・ダ・ラ・サルバ地区は著名な観光地でもあり、標高500m地点にはサント・パレ・ダ・ロザス修道院がある。修道院は50年に建設が開始され、11世紀に完成した。

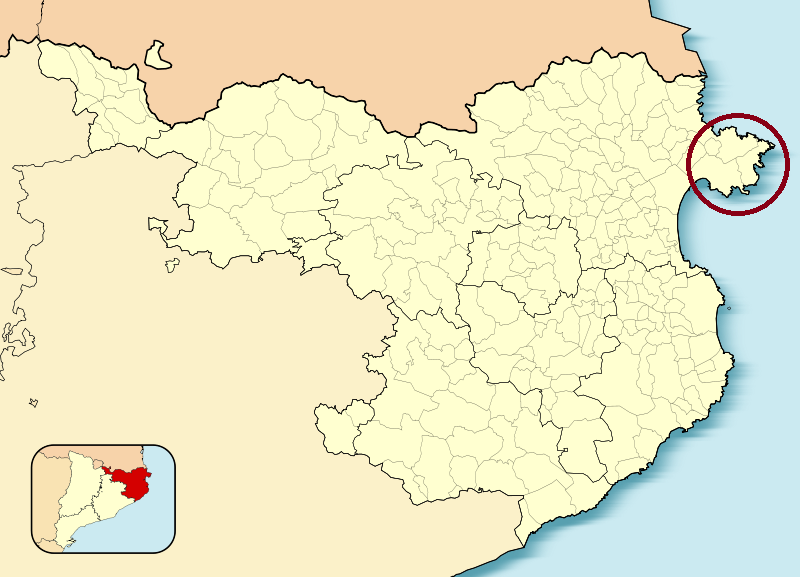
ジローナ県におけるクレウス岬の位置
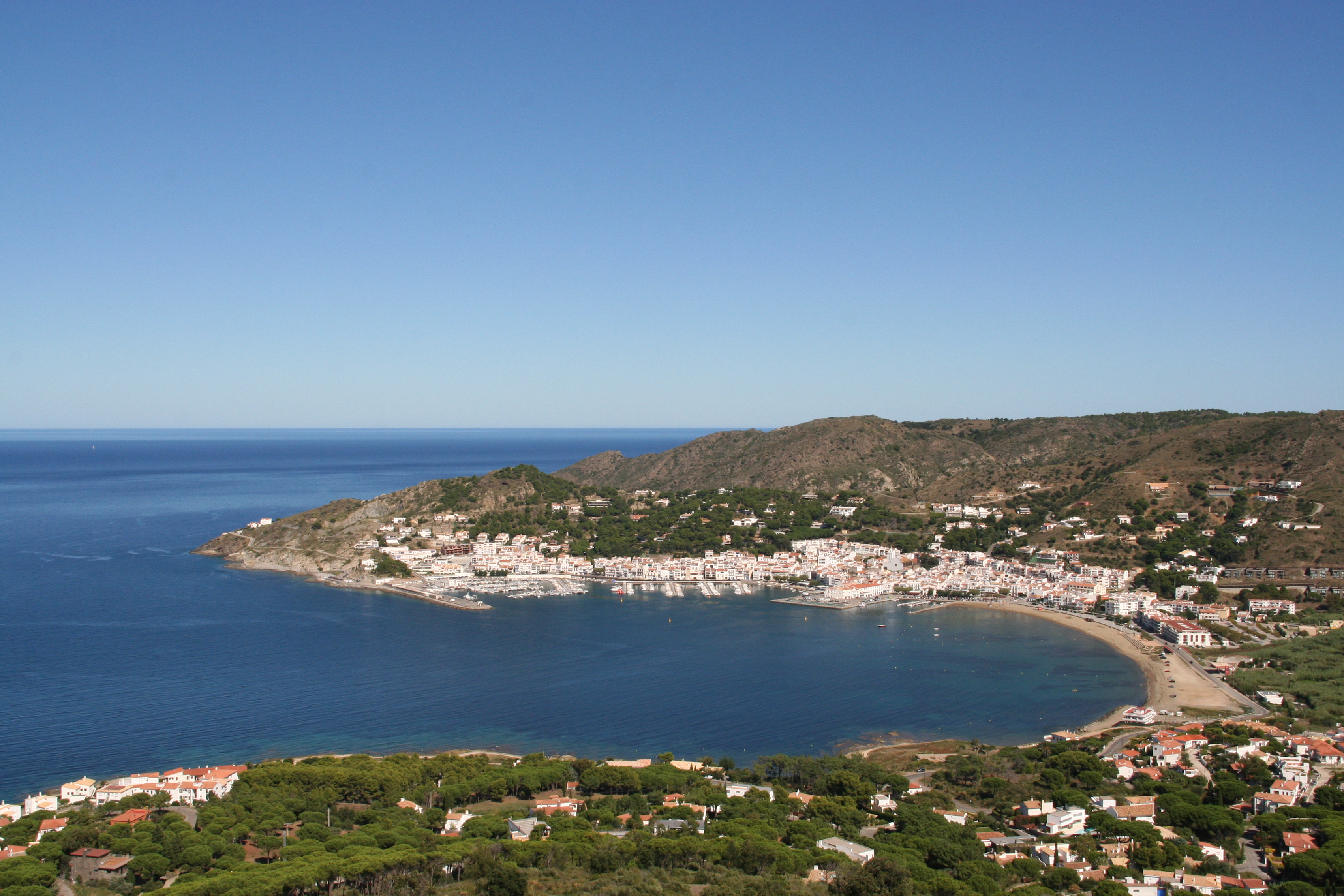
アル・ポルト・ダ・ラ・サルバ地区
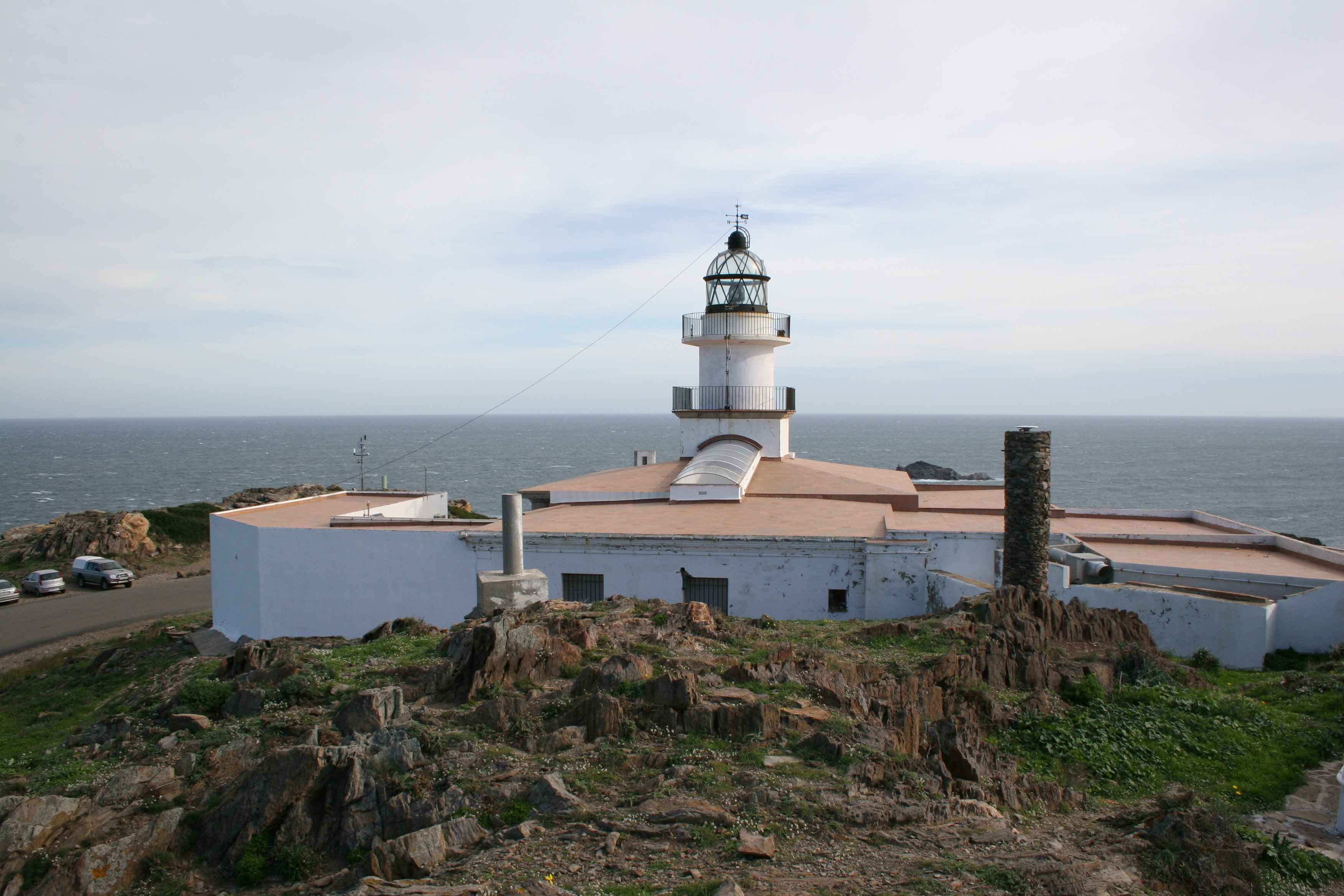
クレウス岬灯台